# Clubiona applanata
Clubiona applanata är en spindelart som beskrevs av Liu et al. 2007. Clubiona applanata ingår i släktet Clubiona och familjen säckspindlar. Inga underarter finns listade i Catalogue of Life.